# Mondfleckschwebfliege

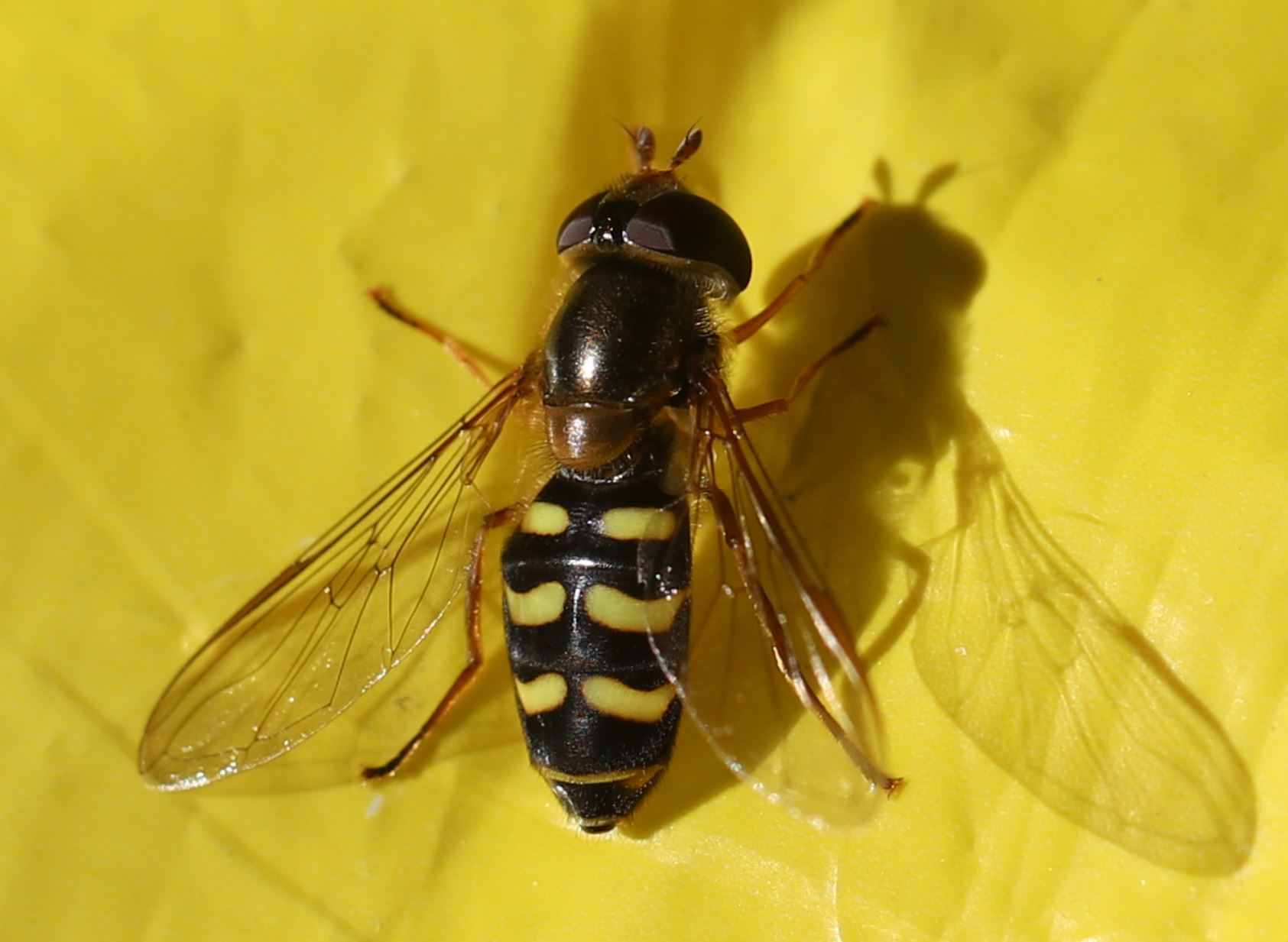

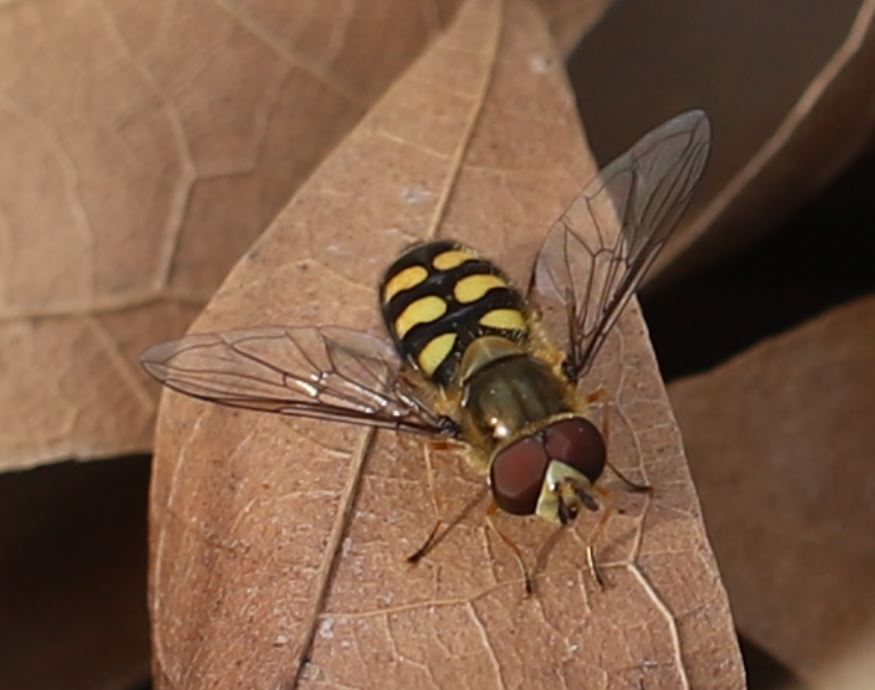
Männchen im April

Die Mondfleckschwebfliege (Eupeodes lapponicus) ist eine Fliege aus der Familie der Schwebfliegen (Syrphidae).

## Merkmale
Die Fliegen haben eine Körperlänge von 8–12 mm. Die Art weist einen für viele Fliegen typischen Geschlechtsdimorphismus auf. Die Facettenaugen berühren sich bei den Männchen, während diese bei den Weibchen auseinander stehen. Der Thorax ist grünschwarz gefärbt, das Scutellum gelbbraun. Der Hinterleib besitzt eine schwarze Oberseite mit drei Paar gelber mondförmiger Flecke. Die Hinterleibsunterseite ist gelb gefärbt. Die Frons ist gelb, die Fühler und Beine sind rotgelb. Die fast vollständig klaren Flügel weisen eine charakteristische Flügeladerung auf. Die Radialader R4+5 weist eine starke Einbuchtung in die Randzelle R5 auf. Diese ist tiefer als bei verwandten Arten wie der Gemeinen Feldschwebfliege (Eupeodes corollae) oder der Mondfleck-Feldschwebfliege (Eupeodes luniger).

## Verbreitung
Die Mondfleckschwebfliege ist holarktisch verbreitet. Die Art ist in Europa weit verbreitet, fehlt aber offenbar auf der Irischen Insel. Das Vorkommen reicht von Fennoskandinavien im Norden bis in den Mittelmeerraum und nach Nordafrika im Süden. Des Weiteren ist die Art im Norden Asiens sowie in der Nearktis (Nordamerika) vertreten.

## Lebensweise
Den typischen Lebensraum der Mondfleckschwebfliege bilden Heckenbiotope. Die Schwebfliegen ernähren sich von den Pollen verschiedener Blütenpflanzen, darunter Herbst-Löwenzahn, Rainfarn, Wiesen-Bärenklau, Gamander-Ehrenpreis und Geflecktes Johanniskraut. Die Flugzeit dauert gewöhnlich von April bis August. Die begatteten Weibchen überwintern. Die Larven ernähren sich von Blattläusen.

## Taxonomie
In der Literatur findet man folgende Synonyme:
- Scaeva lapponicus Zetterstedt, 1838
- Lapposyrphus lapponicus (Zetterstedt, 1838)